# 城市公园 (布达佩斯)

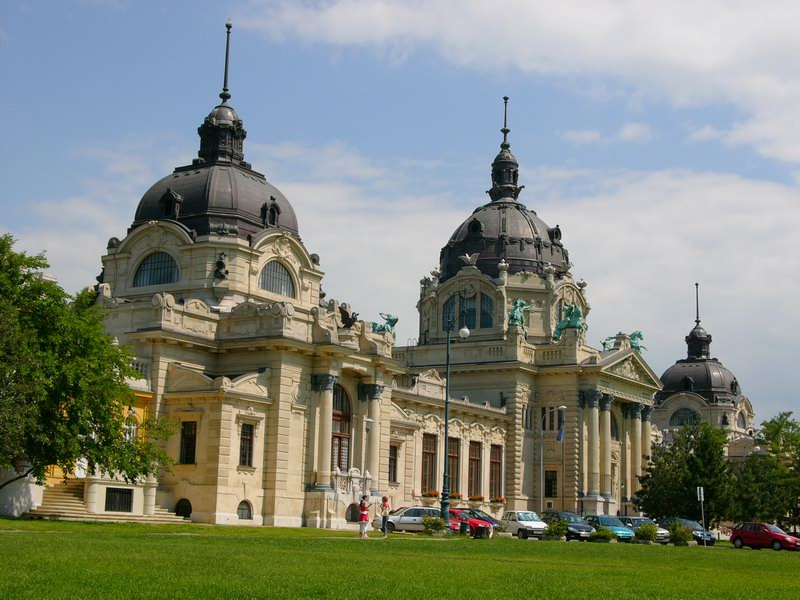
塞切尼温泉浴场

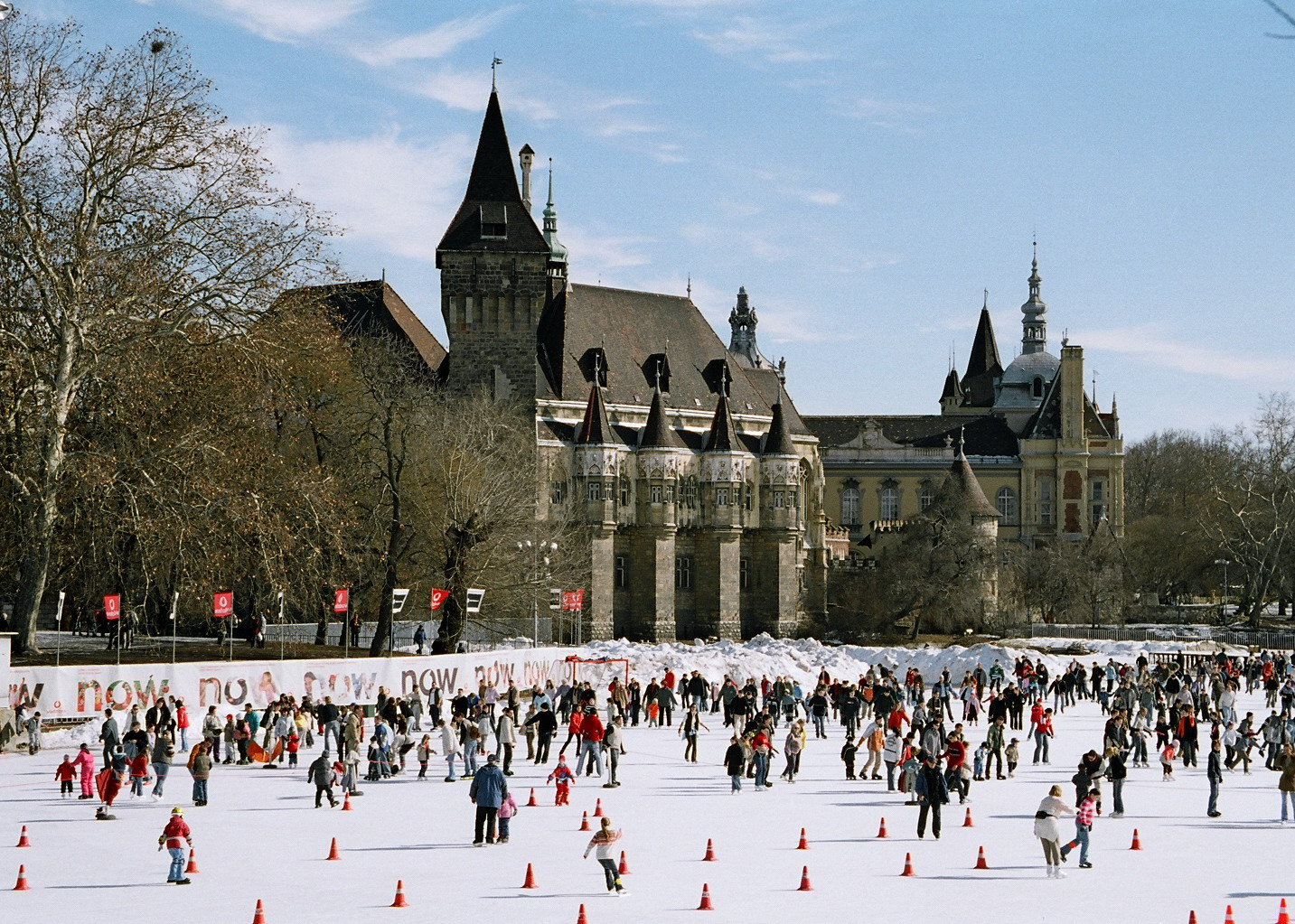
户外溜冰场，背景是维达杭亚城堡

城市公园 (布达佩斯)是匈牙利首都布达佩斯的一座公园，占地1.2 km²，为1.4 km × 900 m的长方形，接近市中心，位于布达佩斯第十四区。其主要入口即英雄广场（Hősök tere），是一处世界遗产。
|  | 1. – 贡德勒餐厅 2. – 布达佩斯动物园和植物园 3. – 布达佩斯大马戏团 4. – 布达佩斯游乐园 5. – 塞切尼温泉浴场 6. – 沃伊达奇城堡 7. – 裴多菲厅 8. – 匈牙利技术和交通博物馆 9. – 英雄广场 10. – 布达佩斯美术博物馆 11. – 布达佩斯艺术厅 |

## 名称
该地区从前称为Ökör-dűlő，意思是“牛草甸”。第一次提到这个名字，是在1241年，使用古老形式，Ukurföld。在18世纪，这一地区在德语中称为Ochsenried。大约在1800年，正式名称根据其住户包贾尼家族改为Batthyány-erdő（包贾尼森林）。1751年，开始种植树木，铺设人行道。19世纪初开辟为公园，开始使用当今的名称 Városliget（德语Stadtwäldchen），被认为是世界上第一座公园。

## 历史
城市公园是1896年匈牙利千年庆典的主要场地，安德拉什大街、布达佩斯地铁和大环路（Nagykörút）都在那时修建。

## 体育
城市公园拥有世界最大的人造冰面，是匈牙利冰上曲棍球（bandy）运动的中心.2004年世界冰上曲棍球锦标赛的B组和2007年世界冰上曲棍球女子锦标赛都在这里举行 。

## 地标
英雄广场的著名景点有：
- 千年纪念碑 （Millenniumi Emlékmű），布达佩斯的标志性景点之一（1905年）
- 布达佩斯美术博物馆 （Szépművészeti Múzeum, 1906年）
- 布达佩斯艺术厅 （Műcsarnok，1895年）

城市公园本身包括以下著名景点：
- 沃伊达奇城堡（Vajdahunyad）现在设有农业博物馆，始建于1896年，1907年完成现状
- 塞切尼温泉浴场（Széchenyi fürdő），欧洲最大的浴场之一（1913年）
- 布达佩斯动物园和植物园（Fővárosi Állat- és Növénykert），成立于1866年，1912年建成现状
- 布达佩斯马戏团（Fővárosi Nagycirkusz），1971年
  - 过山车，建于1922年，高17米，在5分钟内运行980米[4][5][6]。
  - 旋转木马，1906年建成，洞穴铁路建于1912。它们和过山车都被认为是历史古迹。
- 贡德勒餐厅（Gundel），匈牙利最著名餐厅之一，成立于1879年（1894年起入驻现在的建筑）
- 千年沙龙（Millennium Szalon），设在奥洛夫·帕尔梅之屋（1885年）
- 匈牙利技术和交通博物馆，1899年
- 布达佩斯航空博物馆
- 城市公园池塘（Városligeti-tó），冬天是一个溜冰场，中欧最大的户外溜冰场（1926年），有一个建于1894年的大厅。主办2007年世界冰上曲棍球女子锦标赛和2004年世界冰上曲棍球男子B组锦标赛。
- 裴多菲厅（Petőfi Csarnok），一个青年休闲中心（1985年）
- 时间轮 （Időkerék），2004年
- 1956年革命纪念碑，完成于2006年这一历史事件40周年之际
- 宽敞的游行广场（用于多种用途）
- 体育场地、游乐场、草地、散步道（有一条以奥洛夫·帕尔梅命名），乔治·华盛顿和温斯顿·丘吉尔等人的几尊雕像，安娜·林德纪念馆，植物园和儿童交通公园